# Alafia thouarsii
Alafia thouarsii är en oleanderväxtart som beskrevs av Johann Jakob Roemer och Schult.. Alafia thouarsii ingår i släktet Alafia och familjen oleanderväxter. Inga underarter finns listade i Catalogue of Life.